# Cedusa ndelelensis
Cedusa ndelelensis är en insektsart som först beskrevs av Synave 1973.  Cedusa ndelelensis ingår i släktet Cedusa och familjen Derbidae. Inga underarter finns listade i Catalogue of Life.